# Bridestowe
Bridestowe är en by och en civil parish i West Devon i Devon i England. Orten har 576 invånare (2011). Byn nämndes i Domedagsboken (Domesday Book) år 1086, och kallades då Bidestou.